# Madeleine Truel
Pour les articles homonymes, voir Truel (homonymie) et Larrabure.
Magdalena Blanche Pauline Truel-Larrabure (née le 28 août 1904 à Lima, morte le 3 mai 1945 à Stolpe) est une autrice et résistante française.

## Biographie
Alexander Leon Truel et Marguerite Larrabure Othéquy sont des immigrants français arrivés au Pérou dans la seconde moitié du XIXe siècle. Cette famille catholique a huit enfants ; Madeleine est l'une des plus jeunes filles. Madeleine grandit dans la maison familiale à Lima. Madeleine étudie à l'école San José de Cluny, située dans le centre-ville de Lima. On parle français chez elle ; cela lui permet de perfectionner sa maîtrise du français avec l'espagnol. Son père tient une quincaillerie.
Les deux parents de Madeleine Truel décèdent avant qu'elle ait atteint l'âge de 20 ans, sa mère meurt d'une maladie inconnue. Son père meurt le 6 mai 1918, à la clinique Maison de Santé de Lima, des suites d'une blessure à la jambe infectée acquise alors qu'il travaille pour les pompiers en éteignant un incendie au magasin « El Pergamino ». Alexandre Truel est reconnu comme un héros et est décoré de la médaille d'or.
En raison de l'absence des parents et du reste des membres plus âgés de la famille, les frères et sœurs Truel décident de rentrer en France à la demande de certains membres de la famille à Paris en 1924. Madeleine décide d'étudier la philosophie à la Sorbonne. Elle trouve du travail comme assistante administrative dans la première succursale de Banco de Bilbao, située rue de Richelieu. Elle raconte à ses collègues des anecdotes sur sa vie au Pérou, les traditions et l'actualité. Elle aime cuisiner des plats péruviens traditionnels.
En juin 1940, les forces allemandes envahissent Paris. Le couple Pierre et Annie Hervé, amis de Madeleine, lui fait découvrir la Résistance française. La mission de Madeleine consiste à falsifier des documents, en particulier des passeports, qui sont livrés aux fugitifs juifs et aux soldats alliés parachutés dans la capitale française. Elle utilise le pseudonyme de « Marie ».
En janvier 1942, Madeleine est renversée par un camion de l'armée nazie. On lui diagnostique de multiples fractures du crâne et des jambes. Elle passe beaucoup de temps à l'hôpital. Elle en conservera une claudication toute sa vie.

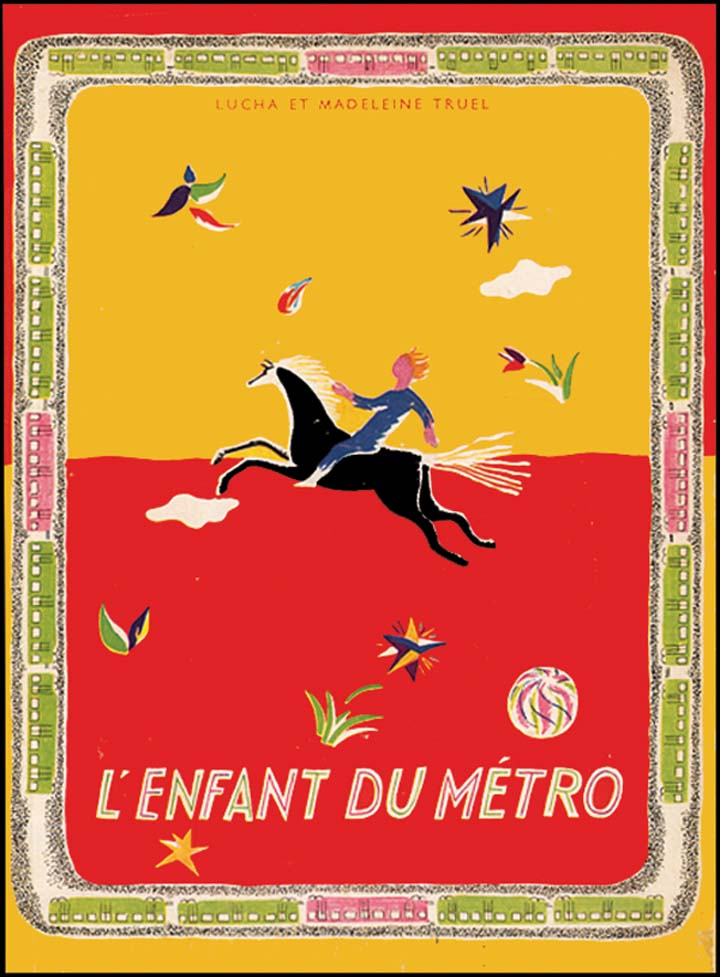
Couverture du livre l'Enfant du Métro

Elle termine le livre L'enfant du métro tandis que sa sœur Lucha dessine les illustrations. Le livre raconte l'histoire d'un garçon qui n'est jamais sorti du métro parisien. Le livre, dont le premier projet date de 1933, paraît en 1943 aux Éditions du Chêne. Il est dédié à Pascal, le fils d'une famille d'origine juive roumaine, des amis.
Le 19 juin 1944, Truel est capturée par trois agents allemands alors qu'elle récupère de l'encre dans l'une des cachettes de la résistance. Quelques jours auparavant, une camarade de résistance appelée Annie avait été capturée : avec les informations recueillies lors de son interrogatoire, les agents ont tendu un piège qui a conduit à la capture de Madeleine. Elle est conduite au bureau de la Gestapo avenue Foch, puis transférée temporairement à la prison de Fresnes. Elle est torturée pour découvrir des détails sur les plans et les gens de la Résistance. Elle n'avoue rien et assume toute la responsabilité de ses actes. Sa famille lui rend visite et la seule chose qu'elle peut lui laisser est une Bible.
Elle est déportée vers Ravensbrück dans le convoi parti de Paris le 3 août 1944 (convoi I.257), puis transférée au camp de concentration d'Oranienbourg-Sachsenhausen en 1945. Elle y fait œuvre de charité en distribuant la petite quantité de nourriture qu'elle reçoit pour aider ceux qui en ont le plus besoin. Elle garde sa bonne humeur malgré les difficultés et distrait ses compagnons de cellule avec de belles histoires comme des souvenirs du Pérou. Pour cette raison, elle reçoit le surnom affectueux « Oiseau des îles »,.
À la fin de la Seconde Guerre mondiale, alors que les Soviétiques approchent, la marche de la mort du camp de concentration de Sachsenhausen à Lübeck, situé à un peu plus de 160 km, commence le 22 avril. De nombreux prisonniers, épuisés par la malnutrition et le mauvais temps, meurent en cours de route. Un soldat allemand impatient de la lenteur des prisonniers en marche frappe furieusement certains d'entre eux avec une tige d'acier. L'une de ses victimes est Madeleine Truel. Quelques heures plus tard, les Allemands abandonnent les prisonniers en marche et enlèvent leurs uniformes pour se cacher des troupes russes qui les poursuivent. Madeleine perd connaissance et est transportée sur une civière par ses codétenus. Malgré sa petite taille, il faut six personnes pour accomplir la tâche. Le groupe de survivants arrive dans une petite commune allemande, Stolpe. Quand elle se réveille, elle dit souffrir de forts maux de tête et d'une forte fièvre. Peu de temps après, elle meurt. Plusieurs résistantes ont témoigné de son engagement et de sa solidarité en déportation, notamment Annie Hervé et Monique Lagorce.

## Reconnaissance
- En 2012, le cinéaste péruvien Luis Enrique Cam, réalise un documentaire, Madeleine Truel, l'héroïne péruvienne de la Seconde Guerre mondiale, qui retrace son histoire[4].
- En décembre 2021, une sculpture en son honneur, de l'artiste Varda Yoran, est inauguré par la municipalité de Miraflores dans le parc Rabin[4].